# Oncidium flavobrunneum
Oncidium flavobrunneum är en orkidéart som först beskrevs av Karlheinz Senghas, och fick sitt nu gällande namn av Mark W. Chase och Norris Hagan Williams. Oncidium flavobrunneum ingår i släktet Oncidium och familjen orkidéer. Inga underarter finns listade i Catalogue of Life.